# Erlache
Die Erlache ist ein Baggersee in der Gemeinde Bensheim im Landkreis Bergstraße in Hessen. Er gehört zum Naturschutzgebiet Erlache bei Bensheim.
Der See gehört zur Trophie-Seegruppe „See des norddeutschen Tieflands“.

## Flora und Fauna
Die Erlache befindet sich in einem Gebiet von Erlenbruchwäldern, Weiden, Grünland, Schilf und Röhricht.
Im August 2018 beschloss der Magistrat der Stadt Bensheim, auf die forstliche Bewirtschaftung des Erlachwäldchens zu verzichten.
Bei dem Wäldchen des Erlachbogens handelt es sich um einen typischen Niederungswald feuchter Standorte mit Pappeln und Erlen.
Zu den Vogelarten, die in diesem Gebiet nisten, gehören Rotmilan, Schwarzmilan, Pirol, Grau- und Grünspecht und Graureiher, Baumfalke, Kleinspecht, Kuckuck und Schwanzmeise (Stand: 2018).
Seit 1986 gibt es an der Erlache eine Population von Kanadagänsen. Außerdem haben sich Nilgänse angesiedelt. Dazu kommen sporadisch weitere Gänsearten, wie Weißwangen- oder Nonnengänse, Graugänse, Schwanengänse, Streifengans und Rostgans. Sie treten unregelmäßig und nur in Einzelexemplaren auf.
Zu den Fischarten des Sees zählen Aale, Barsch, Brassen, Hecht, Karpfen, Rotauge, Rotfeder, Schleie, Ukelei und Zander.
Seit 2017 gibt es eine Biberkolonie.
Im Bereich des Kiesabbaus der Erlache wurde eine Vielzahl eiszeitlichen Fossilien gefunden. Darunter Knochen und Zähne von Mammuts und Steppenbisons.